# Norge i olympiska vinterspelen 1952
Norge i olympiska vinterspelen 1952.

## Medaljer

### Guld
- Alpin skidåkning
  - Herrarnas storslalom: Stein Eriksen

- Backhoppning
  - Normalbacken: Arnfinn Bergmann

- Hastighetsåkning på skridskor
  - Herrarnas 1500 m: Hjalmar Andersen
  - Herrarnas 5000 m: Hjalmar Andersen
  - Herrarnas 10 000 m: Hjalmar Andersen

- Längdskidåkning
  - Herrarnas 18 km: Hallgeir Brenden

### Silver
- Alpin skidåkning
  - Herrarnas slalom: Stein Eriksen

- Backhoppning
  - Normalbacken: Torbjørn Falkanger

- Längdskidåkning
  - Herrarnas 4x10 km stafett: Magnar Estenstad, Mikal Kirkholt, Martin Stokken och Hallgeir Brenden

### Brons
- Hastighetsåkning på skridskor
  - Herrarnas 500 m: Arne Johansen
  - Herrarnas 1500 m: Roald Aas
  - Herrarnas 5000 m: Sverre Haugli

- Längdskidåkning
  - Herrarnas 50 km: Magnar Estenstad

- Nordisk kombination
  - Individuella:  Sverre Stenersen